# InfoWars
InfoWars, транскрипция «Инфо Уорз» (в переводе с англ. — «информационные войны») — ультраправый американский сайт, специализирующийся на фейковых новостях и конспирологических теориях. С контентом ресурса пытались бороться такие компании как YouTube, Facebook и Apple. InfoWars активно поддерживал Дональда Трампа во время его предвыборной кампании в 2016 году.

## История
Сайт был открыт в 1999 году Алексом Джонсом. Редакция начала функционировать в его частном доме в Техасе. До 2006 года ресурс не был известен широким массам американцев. После интервью с актёром Чарли Шином, в котором тот высказывал свою версию теории заговора вокруг событий 11 сентября 2001 года, сайт получил популярность в стране. Джонс начал активно заниматься торговлей через свой ресурс и заработал на этом большие деньги. В 2013 году он познакомился с Роджером Стоуном — давним советником Дональда Трампа. В 2015 тот активно участвовал в предвыборной кампании будущего президента. Будучи впечатленным успехами Джонса, Стоун познакомил его с Трампом. И журналист пригласил его на интервью. Во время эфира они обменивались любезностями — будущий президент говорил об удивительной репутации ведущего, а тот в свою очередь заверял интервьюируемого, что 90 % слушателей поддерживают его. В течение кампании 2016 года Джонс активно поддерживал Трампа, атакуя Клинтон. Ярким моментом был эпизод, когда он назвал её вместе с Обамой демонами. Несмотря на скандальность, аудитория Джонса росла. По состоянию на 2017 год его канал на видеохостинге YouTube имел 1,5 миллиарда просмотров. Издание BuzzFeed назвало его Геббельсом 2016 года, добавив, что именно он выиграл кампанию для Трампа.

### Банкротство
17 февраля 2022 года InfoWars объявило о банкротстве, согласно заявлению о банкротстве в соответствии с главой 11 в суде США по делам о банкротстве в Южном округе Техаса основной причиной финансовых затруднений стали неоднозначные и спорные заявления Джонса и его сотрудников. В заявлении указывалось, что у медиа есть активы на сумму около 50 тыс. долларов и обязательства на сумму от 1 до 10 млн долл.
В ноябре 2024 г. сатирическое издание The Onion при поддержке семей погибших в Сэнди-Хук выиграло аукцион по банкротству на приобретение Infowars и связанных активов, включая продюсерскую студию и бизнес по производству диетических добавок. За актив боролись связанная с Алексом Джонсом First United American Companies (3,5 млн. долл.) в то время как заявка Onion составила 7 млн. долл (1,75 млн. долл. были внесены материнской компанией Onion, остальное поступило от семей жертв стрельбы в Сэнди-Хук). Издание планировалось возобновить в январе 2025 г. в качестве пародии на саму себя. 10 декабря судья Кристофера М. Лопеса в федеральном суде по делам о банкротстве в Хьюстоне отказался одобрить сделку о продаже, ибо из-за закрытой подачи заявок аукцион по банкротству не смог максимально увеличить сумму вырученных средств.

## Биография Алекса Джонса
Джонс родился 11 февраля 1974 года в Далласе, штат Техас. Отец был дантистом, а мать домохозяйкой. В колледже он играл в американский футбол. Джонс бросил учебу в вузе, не получив оконченного высшего образования.
Профессиональную карьеру он начал на общественном телевидении города Остин. С 1996 стал работать на радио, куда попал по протекции отца, который лечил одного из ее руководителей. На станции он начал вести свою программу. После увольнения в 1999 году Джонс занялся созданием собственного радио контента. Его программа «The Alex Jones show» (в переводе с англ. — «Шоу Алекса Джонса») по состоянию на 2010 год транслировалась более чем на 90 радиостанций по всей стране. Первый документальный фильм он снял в 1998 году. Кроме InfoWars в его сеть входит сайт PrisonPlanet (в переводе с англ. — «Планета-тюрьма»).
Джонс состоял в браке с 2007 по 2015, в результате которого у него двое детей — дочь и сын. Также он ярый сторонник права на оружие. Джонс ведет достаточно роскошный образ жизни. В документах о разводе с женой перечислялось его имущество, среди которого был рояль за 70 000 $, покупка четырех пар часов Rolex в один день и трата в размере 40 000 $ на покупку аквариума.
В России Джонс посещал эфиры телеканала «Царьград». Американский журналист является поклонником философа Александра Дугина. Они оба бывали друг у друга на эфирах. Джонс скептически высказывался о расследовании спецпрокурора Мюллера в отношении российского вмешательства в выборы в США. За это его обвиняли в работе на Россию.

## Структура и экономика сайта
На сайте доминирует видеоконтент с тематическими авторскими программами и новостными сюжетами. В отдельную рубрику выделено шоу самого Алекса Джонса. На сайте присутствует много рекламных объявлений. В основном продаются биологические добавки и атрибутика республиканской направленности. Согласно рейтингу Alexa на сентябрь 2019 года сайт занимал 3095 место по посещаемости среди мировых ресурсов. Ежемесячная аудитория в этот период равнялась приблизительно 10 млн уникальных посетителей.
В 2014 году Джонс доложил суду, что его бизнес приносил ему порядка 20 млн долларов в год. Основной источник дохода — торговля через сайты пищевыми добавками. Среди них — стимулиры выработки тестостерона и мозговые стимуляторы.
Помимо сайта, шоу Джонса распространяется по стране через сеть Genesis Communications Network. Он предоставляет ей свою передачу, а она, в свою очередь, передает её региональным радиостанциями для вывода в эфир. В обмен на это Джонс получает рекламное время, которое может сам продать. Вместо этого он использует его для торговли собственными биодобавками, несмотря на то, что его рекламное время стоит в 32 раза дороже, чем в среднем по сетке. Согласно экспертной оценке, за два года он мог на них заработать от 15 млн до 25 млн долларов. Также, по оценке специалистов, Джонс может зарабатывать до 1,5 млн долларов в год на баннерной рекламе на своем сайте.

## Скандалы
InfoWars много раз становился объектом критики и судебных исков со стороны общественности из-за своих конспирологических и провокационных теорий. Например, после убийства 20 школьников и 6 взрослых в результате стрельбы в штате Коннектикут в 2012 году Джонс выступил с теорией о постановочном характере трагедии. После этого семьи погибших подали на него в суд. Впоследствии он выступил с опровержением своих слов, но добавил, что Демократическая партия США использовала семьи погибших в своих целях.
Среди других противоречивых конспирологических теорий Джонса была версия о том, что Барак Обама являлся глобальным лидером Аль-Каиды. Одной из обсуждаемых и скандальных тем была версия о принуждении американских детей руководством страны к гомосексуализму. Скандал вызвала также теория Джонса относительно событий 9/11, которые он назвал обманом и попыткой поработить мир. Также одна из его легенд посвящена «Новому мировому порядку». Согласно ей, элиты собираются уничтожить 80 % мирового населения и продолжить существовать вечно при помощи передовых технологий.
В 2018 году ряд ведущих мировых рекламодателей потребовали убрать их ролики из показа на YouTube-канале InfoWars. Среди них: Nike, 20th Century Fox, Expedia, Мормонская церковь, Alibaba и Национальная стрелковая ассоциация. В конце концов YouTube и Facebook заблокировали аккаунты Джонса, и он перенес подкаст на платформу Spotify. Канал InfoWars в 2019 году неожиданно повторно появился на видеохостинге, но был удален администрацией. 6 августа 2018 года Facebook, Apple, YouTube и Spotify удалили все аккаунты, связанные с Джонсом, 13 августа к ним присоединилось Vimeo. В 2019 году после блокировки Facebook Дональд Трамп писал у себя в Твиттере и ретвитил сообщения в защиту Джонса, включая публикации редактора Пола Джозефа Уотсона и самого владельца InfoWars. Также он критиковал политику компании Марка Цукерберга в отношении ультраправого ресурса.
Большую общественную реакцию вызывали псевдонаучные репортажи по теме медицины, например о вакцинации. Один из сюжетов начинался с кадров, на которых молодые девушки якобы лежали и корчились в муках на кроватях и в школах после прививок против ВПЧ. По мнению экспертов, такой подход к освещению медицины нёс опасность, так как InfoWars имел большую лояльную аудиторию. За этот сегмент в издании отвечал Оуэн Шройер.
Сотрудники Джонса обвиняли своего бывшего работодателя в сексуальных домогательствах, антисемитизме и расизме. Одна из сотрудниц — афроамериканка Эшли Бэкфорд — утверждала, что он «обнял её сзади» на рабочем месте. Также она жаловалась на притеснения со стороны коллег из-за её расы. Бывший видеоредактор обвинил Джонса в том, что тот называл его антисемитскими прозвищами.
В 2017 году издание было обвинено в несогласованной перепечатке более 1000 материалов российского проправительственного ресурса Russia Today. Статьи также копировались из CNN, Sputnik, Breitbart, CNS News, the Blaze, CBC, BBC, Vice, The Guardian, The Washington Post, The New York Times, The New York Post, LA Times и BuzzFeed.